# 하산 존슨
하산 존슨(Hassan Johnson, 1976년 11월 19일 ~ )은 미국의 배우, 모델, 텔레비전 배우, 영화배우, 영화 프로듀서이다.
스태튼아일랜드에서 태어났다.

## 영화
- 블러드 브라더 (2018년)
- 언 아메리칸 인 할리우드 (2014년) - 폴 역
- 라스트 아이 허드 (2013년) - 버틀러 역
- 어 탤런트 포 트러블 (2013년) - 션 웰링튼 역
- 더 블루 월 (2010년) - 클라우드 역
- 건 (2010년)
- 브리드 (2009년) - 지미 역
- 데이 인 더 라이프 (2009년)
- 브룩클린스 파이니스트 (2009년) - 비머 역
- 아이 트라이드 (2007년) - KP 역
- 더 와이어 시즌1 (2002년)
- 페이드 인 풀 (2002년)
- Law & Order : 성범죄전담반 1 (1999년)
- 벨리 (1998년)
- ER (1994년)
- 법과 질서 (1990년)